# Haus der Nationalen Institutionen

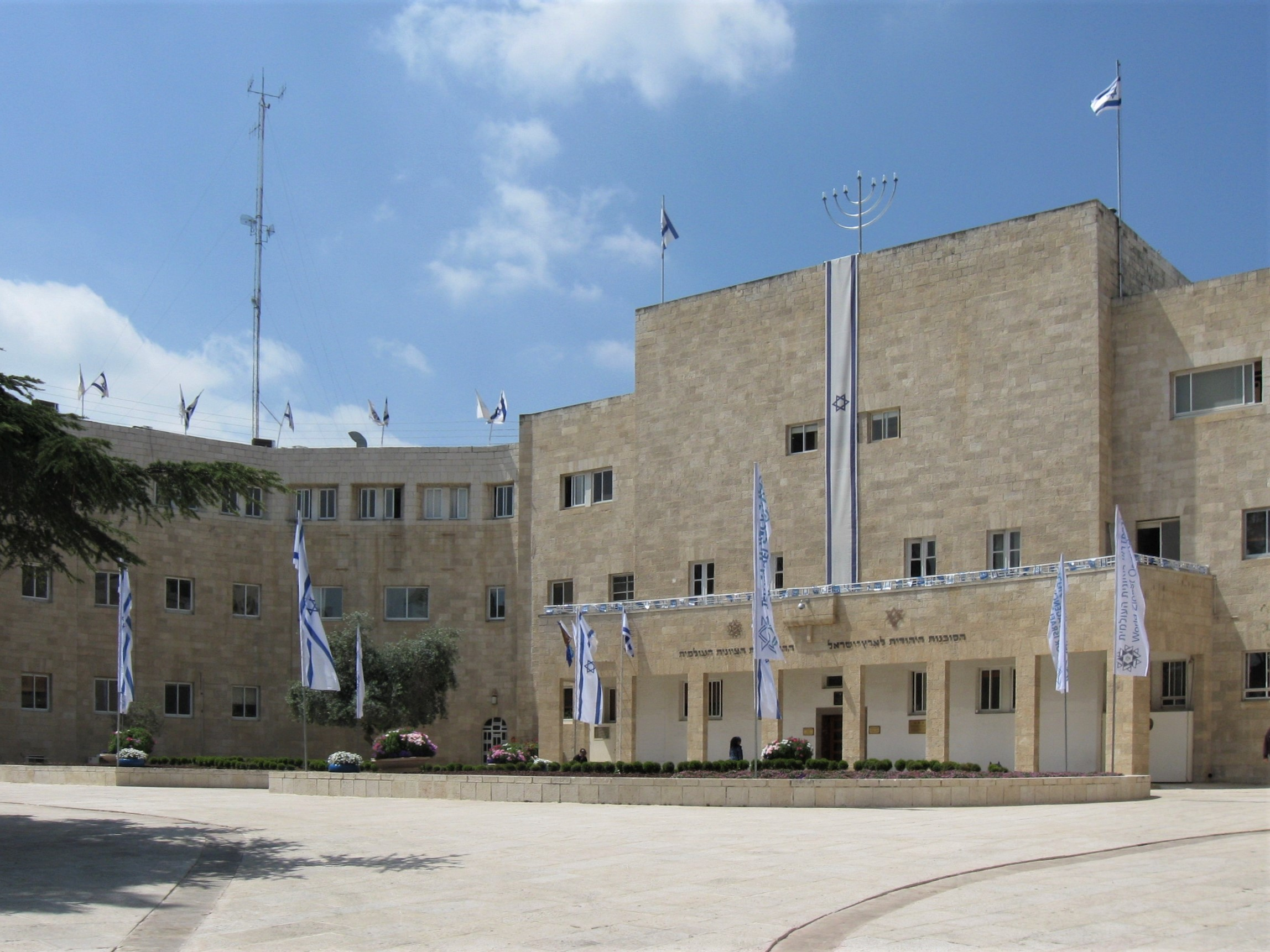
Innenhof mit Eingangsbereich

Das Haus der Nationalen Institutionen (hebräisch בֵּית הַמּוֹסָדוֹת הַלְּאוּמִּיִּים Bejt ha-Mōssadōt ha-Ləʾummijjīm, auch בִּנְיַן הַמּוֹסָדוֹת הַלְּאוּמִּיִּים Binjan ha-Mōssadōt ha-Ləʾummijjīm, englisch The National Institutions Building) ist ein Gebäudekomplex in der King George Street im Zentrum von Jerusalem. Es wurde in den 1930er Jahren zur Unterbringung der nationalen zionistischen Organisationen errichtet – darunter die Jewish Agency for Israel und die Zionistische Weltorganisation – und wurde zu einem Symbol des angestrebten eigenen jüdischen Staates. Nach der Staatsgründung 1948 fanden in diesem Gebäude die ersten Parlamentssitzungen der Knesset statt, und der erste Staatspräsident Israels, Chaim Weizmann, wurde in der großen Halle in sein Amt eingeführt.

## Geschichte

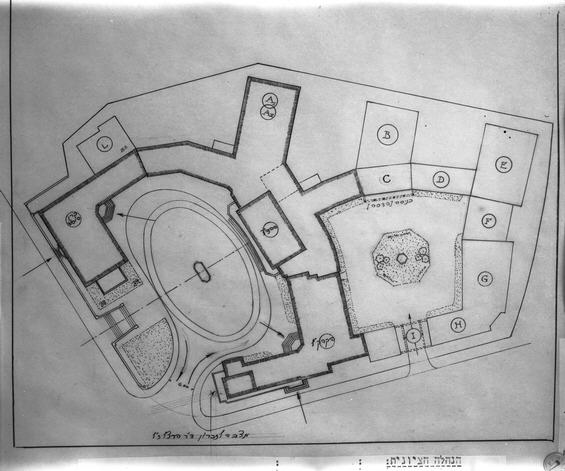
Entwurfszeichnung (1928)

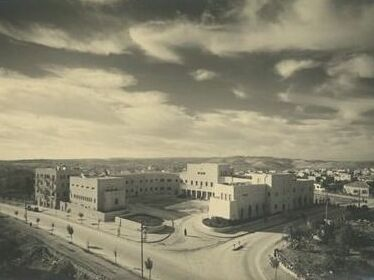
Der Gebäudekomplex in den 1930er Jahren …

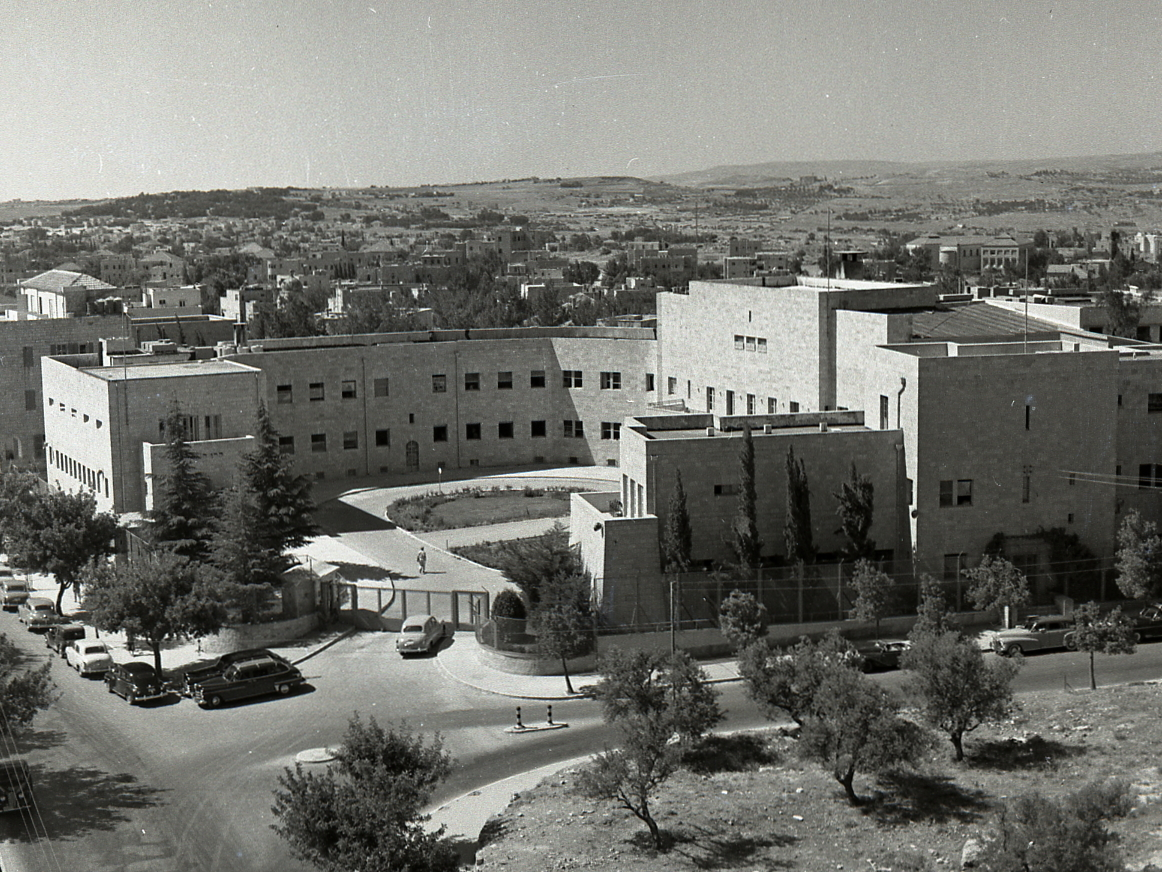
… und um 1950

Das Grundstück, auf dem sich das Gebäude befindet, war ursprünglich von dem deutschstämmigen Architekten Richard Kauffmann, der auch das Jerusalemer Stadtviertel Rechavia entworfen hatte, als Standort für das Hebräische Gymnasium Rechavia überplant worden. Die Anwohner zogen es jedoch vor, dass die Schule innerhalb und nicht am Rande des Viertels errichtet würde. Die Schule wurde in der Folge auf dem Grundstück gebaut, das für die Synagoge des Viertels vorgesehen gewesen war, während das Grundstück an der King George Street den Nationalen Institutionen zugewiesen wurde.
Im Jahr 1927 wurde ein Architekturwettbewerb ausgeschrieben, bei dem 37 Vorschläge eingereicht wurden. Zu den Einreichern gehörten neben Richard Kauffmann die Architekten Alexander Baerwald, Arieh Scharon und Eliʿezer Yellin (1888–1945).
Die grundlegenden Vorgaben der Leiter der Nationalen Institutionen lauteten:
- Das Gebäude sollte nicht mehr als zwei Stockwerke hoch sein.
- Es sollte ein einziger Baukörper sein, aber in drei Abschnitte untergliedert werden: für die Verwaltung der zionistischen Organisationen (die Zionistische Weltorganisation und die Jewish Agency for Israel), für den Jüdischen Nationalfonds und für den Gründungsfonds Keren Hayesod.[2]
- Das Gebäude sollte gut zum Charakter der Stadt Jerusalem passen.

Das Budget für den Bau betrug 30.000 Palästina-Pfund (heute etwa 2 Millionen US-Dollar).
Man entschied sich für den Entwurf des Architekten Jochanan Ratner (1891–1965), der das Gebäude um einen großen Vorplatz herum anordnete, um ihm eine formale Präsenz zu verleihen und es gleichzeitig vom Straßenlärm abzuschirmen sowie die beeindruckende Fassade des Gebäudes trotz seiner geringen Höhe im Vergleich zu den umliegenden Gebäuden zu erhalten. Ratner entwarf das Gebäude im Internationalen Stil, einer Strömung der modernistischen Architektur, fügte aber auch für Jerusalem typische Gestaltungselemente ein. So enthält das Gebäude äußere Elemente, die denen der Davidszitadelle ähneln, und die Fenster erinnern an die Schlitze in den alten Stadtmauern. Der Entwurf wurde trotz einiger Kritik ausgewählt, die sich insbesondere auf die vergleichsweise geringe Höhe des Gebäudes im Vergleich zu Gebäuden anderer religiöser Gruppen bezog, wie beispielsweise das nahe gelegene Collège Terra Sancta (hebräisch קולג' טרה סנטה).
Die Bauarbeiten begannen im Jahr 1928 und wurden aufgrund von Haushaltsproblemen in mehreren Etappen abgeschlossen. Das erste Stockwerk des Gebäudes wurde 1930 eingeweiht, und das zweite Stockwerk wurde 1936 fertiggestellt.
Am 11. März 1948 war das Gebäude Ziel eines Terroranschlags mit einer Autobombe. Bei diesem Anschlag, einem der bis dahin schlimmsten Ereignisse während des Bürgerkrieg zwischen arabischen und jüdischen Palästinensern (Dezember 1947 bis Mai 1948), stürzte das zweite Stockwerk des Keren-HaYesod-Flügels ein. Es starben 13 Menschen und mehrere Dutzend Personen wurden verletzt.
Auf dem Balkon des Gebäudes verkündeten jene Mitglieder des Volksrats, die im belagerten Jerusalem festsaßen, die Proklamation des Staates Israel, die die Mehrheit des Volksrates am 14. Mai 1948 in Tel Aviv beschlossen hatte. In dem Gebäude fanden auch die ersten Parlamentssitzungen der Knesset statt, und der erste Präsident Israels, Chaim Weizmann, wurde in der großen Halle in sein Amt eingeführt. Bis 1962 befand sich in diesem Gebäude auch das Büro des israelischen Premierministers.

## Denkmal für die Opfer des Antisemitismus
Im Jahr 2008 wurde im Haus der Nationalen Institutionen eine Gedenkstätte für die Opfer weltweiten Antisemitismus eingerichtet. Das Denkmal hat die Form eines Davidsterns, auf dem die Namen der Juden stehen, die weltweit durch antisemitische Anschläge getötet wurden. Jedes Jahr findet vor dem Mahnmal eine Gedenkzeremonie statt.